# Ieri e oggi in TV
Ieri e oggi in TV (abbreviato in IO in TV) è un programma televisivo prodotto da Mediaset per Rete 4 a partire dai primi anni duemila, usato specialmente come riempitivo per il palinsesto dell'emittente.

## Il programma
La trasmissione, ideata da Paolo Piccioli, va in onda su Rete 4 nella programmazione diurna dell'emittente, in orari e giorni variabili a seconda dei cambi di palinsesto della rete. Il programma propone un collage di spezzoni di trasmissioni tratte dall'archivio dell'azienda televisiva Mediaset, mostrando momenti televisivi sia contemporanei che storici.
Accanto alla edizione normale del programma sono presenti due cicli che trovano una loro collocazione naturale all'interno del palinsesto notturno settimanale di Rete 4.
Il ciclo Music Line e Vintage Music Line raccoglie in puntate tematiche le esibizioni di celebri cantanti di oggi e del passato avvenute nel corso degli anni all'interno delle trasmissioni delle reti Mediaset. Nel ciclo Music Line - Fuori Onda sono trasmessi spezzoni contenuti negli archivi ma mai trasmessi.
Un altro ciclo è Ieri e oggi in TV - Special, che ripropone le puntate di storici show televisivi. Di norma questi show vengono riproposti in forma integrale (come Popcorn, Buon anno musica, Supersanremo, Ciao Gente, Il buon paese, Ridiamoci sopra, Superflash, Pentatlon, Telemike, Giromike, I sogni nel cassetto, Festivalbar, Zodiaco, Azzurro, Attenti a noi due, Vota la voce, Raffaella Carrà Show, Ric e Gian Folies,  Risatissima, Il pranzo è servito, Capodanno con Five, Musicaneve, Made in Italy, Rosa shocking, Hello Goggi, Target, Applausi, Personaggi, Vent'anni dopo, Five album, Il circo di Sbirulino, Chewing gum discoteca,  Stasera Beatles, Dedicato a... ecc.). In taluni casi viene invece riproposto il meglio (Best) delle puntate di questi show (come Premiatissima,  Cipria e Boario-Incontri d'estate ecc...).
Talvolta, in occasioni di ricorrenze speciali, come per esempio la scomparsa di celebri personaggi della televisione e dello spettacolo, vengono realizzate puntate speciali monotematiche, sempre di durata variabile, dedicate al personaggio in questione. Tra i personaggi a cui è stato dedicato uno spazio c'è Nino Manfredi, con uno speciale andato in onda in prima serata anche sul canale satellitare Happy Channel, mentre più recentemente è stato realizzato un ricordo di Mike Bongiorno, trasmesso nel giorno della sua morte.
Dall'8 giugno 2016 viene realizzato un nuovo ciclo, intitolato Vai con la sigla! e in onda sempre nella fascia notturna di Rete 4 e anche in replica il sabato pomeriggio su Mediaset Extra, totalmente incentrato sulla riproposizione di sigle (con diverse rarità) dei vari programmi Fininvest e Mediaset.
Dal 23 gennaio 2020 viene realizzato un nuovo ciclo, intitolato TV Story Superstar che va onda in seconda serata su Rete 4, dedicato interamente ai personaggi sia di musica che di spettacolo, la cui prima puntata era incentrata su Raffaella Carrà.

## Trasmissioni

### Ieri e Oggi in TV - Special
Le trasmissioni integrali riproposte:
- Popcorn
- Buon anno musica
- Supersanremo
- Ciao Gente
- Il buon paese
- Ridiamoci sopra (1982)
- Superflash
- Pentatlon
- Telemike
- Giromike
- I sogni nel cassetto
- Festivalbar
- Zodiaco
- Azzurro
- Attenti a noi due
- Vota la voce
- Raffaella Carrà Show
- Ric e Gian folies
- Premiatissima - best
- Risatissima
- Il pranzo è servito
- Capodanno con Five
- Musicaneve
- Made in Italy
- Rosa shocking (1984)
- Cipria - best (1982)
- Boario - Incontri d'estate (1983-1984-1985)
- Hello Goggi (1981)
- Target
- Applausi
- Personaggi
- Vent'anni dopo (1988)
- Five album (1983)
- Il circo di Sbirulino (1982-1984)
- Chewing gum discoteca (1978-1979)
- Stasera Beatles (1990)
- Dedicato a... (1979)
- Viva Napoli (1994-2001)
- Buon Natale (1985-1986)
- Capodanno Con Deejay Television (1989)
- Capodanno Al Grand Hotel (1985)
- Più (1980-1981) Bests
- Domenica Con Five (1982)
- Beauty Center Show (1983)

### Vintage Music Line
Gli artisti riproposti nel ciclo Vintage Music Line:
- Biagio Antonacci
- Audio 2
- Claudio Baglioni
- Marcella Bella
- Loredana Bertè
- Orietta Berti
- Raffaella Carrà
- Riccardo Cocciante
- Toto Cutugno
- Gabriella Ferri
- Giorgia
- Loretta Goggi
- Enzo Jannacci
- Fausto Leali
- Mango
- Mia Martini
- Gianni Morandi
- Gianna Nannini
- Rita Pavone
- Pooh
- Patty Pravo
- Eros Ramazzotti
- Vasco Rossi
- Giuni Russo
- Franco Simone
- Ivana Spagna
- Little Tony
- Umberto Tozzi
- Claudio Villa
- Iva Zanicchi

Gli artisti riproposti nel ciclo Music Line - Fuori onda:
- Loredana Bertè
- Mia Martini
- Audio 2
- Fausto Leali

Trasmissioni riproposte nel ciclo Vintage Music Line:
- Superclassifica Show (1980)
- Tutto Musica (1985)
- Boario (1983, 1984, 1985)
- Tutto di tutto (1986, 1987)
- Top venti[1] (1990-1993)